# Союз «Народна пам'ять»
Всеукраї́нська грома́дська організа́ція «Сою́з „Наро́дна па́м'ять“» — громадське об'єднання організацій, що займаються пошуковою діяльністю в рамках чинного законодавства, у тому числі пошуком, ідентифікацією та гідним перепохованням останків загиблих.

## Історія створення
Організацію створено за ініціативою Дніпропетровської обласної громадської організації «Історико-пошукова організація „Пошук-Дніпро“» внаслідок об'єднання громадських організацій з різних областей України.
18 червня 2011 року в Києві відбувся I Всеукраїнський з'їзд пошукових організацій України, на якому утворили Всеукраїнську громадську організацію «Союз „Народна пам'ять“». На з'їзді були присутні понад 130 делегатів від 22 організацій, що займаються пошуковою діяльністю в рамках чинного законодавство.

## Завдання
Головними завданнями організації визначені:
- Увічнення пам'яті про воїнів, що загинули під час Другої світової війни, і жертв політичних репресій;
- Пошук, ідентифікація й гідне перепоховання останків загиблих;
- Збереження національної культурної спадщини;
- Патріотичне виховання молоді;
- Створення рішучого суспільного й державного заслону на шляху мародерів, яких називають «чорними» археологами;
- Виведення офіційного пошукового руху України на якісно новий рівень, згуртування професійних розвідувачів, які діють у законодавчому полі;
- Наробіток концепції розвитку вітчизняної воєнної археології;
- Узгодження дій і об'єднання зусиль державних і громадських організацій з удосконалення чинного законодавства в сфері пошукової діяльності.

## Діяльність
Об'єднання долучилося до створення виставкового проекту «Апокаліпсис ХХ століття. Світові війни», що був презентований 5 вересня 2014 в музеї історії України у Другій світовій війні.
Починаючи з 2 вересня 2014 об'єднання бере участь у пошуку останків українських бійців, загиблих під час АТО.
За період з 22 вересня 2014 по 28 вересня 2014 пошуковці ВГО «Союз «Народна Пам'ять» виявили в районі сіл Новокатеринівка та Грабське (Донецька область) останки чотирьох українських бійців, загиблих під час АТО.
У вересні 2014 за 18 днів роботи пошуковці об'єднання в зоні АТО виявили останки 100 осіб (99 — військові, 1 — цивільний).
Залишки бійця Червоної армії Івана Рубана повернули до рідного села 